# Litargus exiguus
Litargus exiguus es una especie de coleóptero de la familia Mycetophagidae.

## Distribución geográfica
Habita en Borneo.